# Chinese Taipei Open 2006
Die Chinese Taipei Open 2006 im Badminton fanden vom 20. bis 25. Juni 2006 in Taipeh im Taipei Physical Education Indoor Stadium in der Tun Hua North Road statt. Das Preisgeld betrug 170.000 US-Dollar, was dem Turnier zu einem Fünf-Sterne-Status im Grand-Prix-Circuit verhalf.

## Sieger und Platzierte
| Disziplin    | Gold                          | Silber                     | Bronze                                           |
| ------------ | ----------------------------- | -------------------------- | ------------------------------------------------ |
| Herreneinzel | Lin Dan                       | Lee Chong Wei              | Chen Jin                                         |
| Herreneinzel | Lin Dan                       | Lee Chong Wei              | Lee Yen Hui Kendrick                             |
| Dameneinzel  | Zhang Ning                    | Xie Xingfang               | Wang Chen                                        |
| Dameneinzel  | Zhang Ning                    | Xie Xingfang               | Xu Huaiwen                                       |
| Herrendoppel | Cai Yun Fu Haifeng            | Jung Jae-sung Lee Yong-dae | Albertus Susanto Njoto Yohan Hadikusumo Wiratama |
| Herrendoppel | Cai Yun Fu Haifeng            | Jung Jae-sung Lee Yong-dae | Chan Chong Ming Koo Kien Keat                    |
| Damendoppel  | Lee Hyo-jung Lee Kyung-won    | Gao Ling Huang Sui         | Sathinee Chankrachangwong Saralee Thungthongkam  |
| Damendoppel  | Lee Hyo-jung Lee Kyung-won    | Gao Ling Huang Sui         | Du Jing Yu Yang                                  |
| Mixed        | Nova Widianto Liliyana Natsir | Lee Jae-jin Lee Hyo-jung   | Hwang Yu-mi Lee Yong-dae                         |
| Mixed        | Nova Widianto Liliyana Natsir | Lee Jae-jin Lee Hyo-jung   | Sudket Prapakamol Saralee Thungthongkam          |

## Finalergebnisse
| Disziplin    | Sieger                        | Finalist                   | Ergebnis            |
| ------------ | ----------------------------- | -------------------------- | ------------------- |
| Herreneinzel | Lin Dan                       | Lee Chong Wei              | 21-18, 12-21, 21-11 |
| Dameneinzel  | Zhang Ning                    | Xie Xingfang               | 21-15, 21-15        |
| Herrendoppel | Fu Haifeng Cai Yun            | Jung Jae-sung Lee Yong-dae | 21-14, 21-18        |
| Damendoppel  | Lee Kyung-won Lee Hyo-jung    | Gao Ling Huang Sui         | 21-18, 9-21, 21-17  |
| Mixed        | Nova Widianto Liliyana Natsir | Lee Jae-jin Lee Hyo-jung   | 17-21, 23-21, 21-13 |

## Referenzen
- badminton.de
- http://www.tournamentsoftware.com/sport/tournament?id=981A83B7-D91D-4FF6-8FB4-5E66444BD632